# 索羅恰諾韋
47°58′11″N 31°55′5″E / 47.96972°N 31.91806°E
索羅恰諾韋（烏克蘭語：Сорочанове），是烏克蘭中部的村莊，隸屬基洛夫格勒州的克羅皮夫尼茨基區。該村面積1.07平方公里，海拔高度161米，2001年人口187，人口密度每平方公里175.4人。